# Iaksi

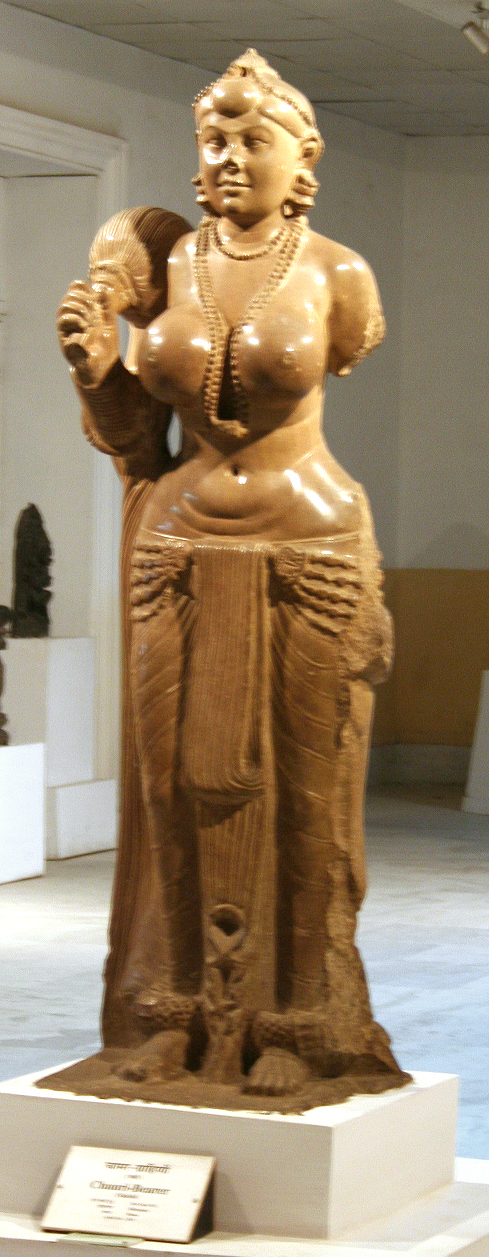
Estatua de una iaksi armada con una gada (‘maza’) o abanicando con una chámara (cola de yak con mango metálico). Siglo III, Museo de Patna.

Una iaksi es un espíritu femenino de la naturaleza en la mitología hinduista, budista y jaina.

## Etimología
- yakṣī o yakṣiṇī, en el sistema AITS (alfabeto internacional para la transliteración del sánscrito).[1]
- यक्षी o यक्षिणी, en escritura devanagari del sánscrito.[1]
- yakkhī (यक्खी) o yakkhiṇī (यक्खिणी) en pali.
- Pronunciación:
  - /iákshi/ en sánscrito[1] o bien
  - /iókshi/ en varios idiomas modernos de la India (como el bengalí, el hindí, el maratí).
- Etimología: proviene del sustantivo masculino iaksa. Este
  - quizá sea una derivación de una raíz iaj, de la que provienen iaju y iajua;[1]
  - puede estar relacionado con el verbo yákṣati y yákṣate (probablemente) ‘ser rápido’ o ‘acelerar’; aparece así solamente en el caso de prayakṣ, y una vez en el caso de yakṣāmas, que posiblemente sea una palabra inventada para explicar yakṣa ―tal como aparece en el Ramaiana (7.4.12)―;[1]
  - también puede estar relacionado con el verbo yakṣayate: ‘adorar’, ‘honrar’ ―tal como se indica en el Dhatu-patha (33.19)―.[1]

## Descripción
Las iaksis son la versión femenina de los iaksas. Son asuras, genios de la naturaleza que sirven a Kubera, el dios hinduista de la riqueza, cuyo tesoro custodian. Las iaksis representan la fertilidad, y su origen se remonta a los antiguos ritos neolíticos. Suelen representarse como bellas ninfas ataviadas como princesas, de formas voluptuosas, con caderas anchas, cintura estrecha, hombros anchos y grandes pechos. Generalmente están en postura tribhaṅga, donde el cuerpo realiza una triple flexión, en un movimiento sinuoso de gran sensualidad. En el arte indio simbolizan el ideal femenino de belleza, siendo imágenes muy populares y de gran tradición, y su representación ―sobre todo escultórica― se encuentra desde el arte mauria (desde el siglo III hasta el siglo I a. C.).

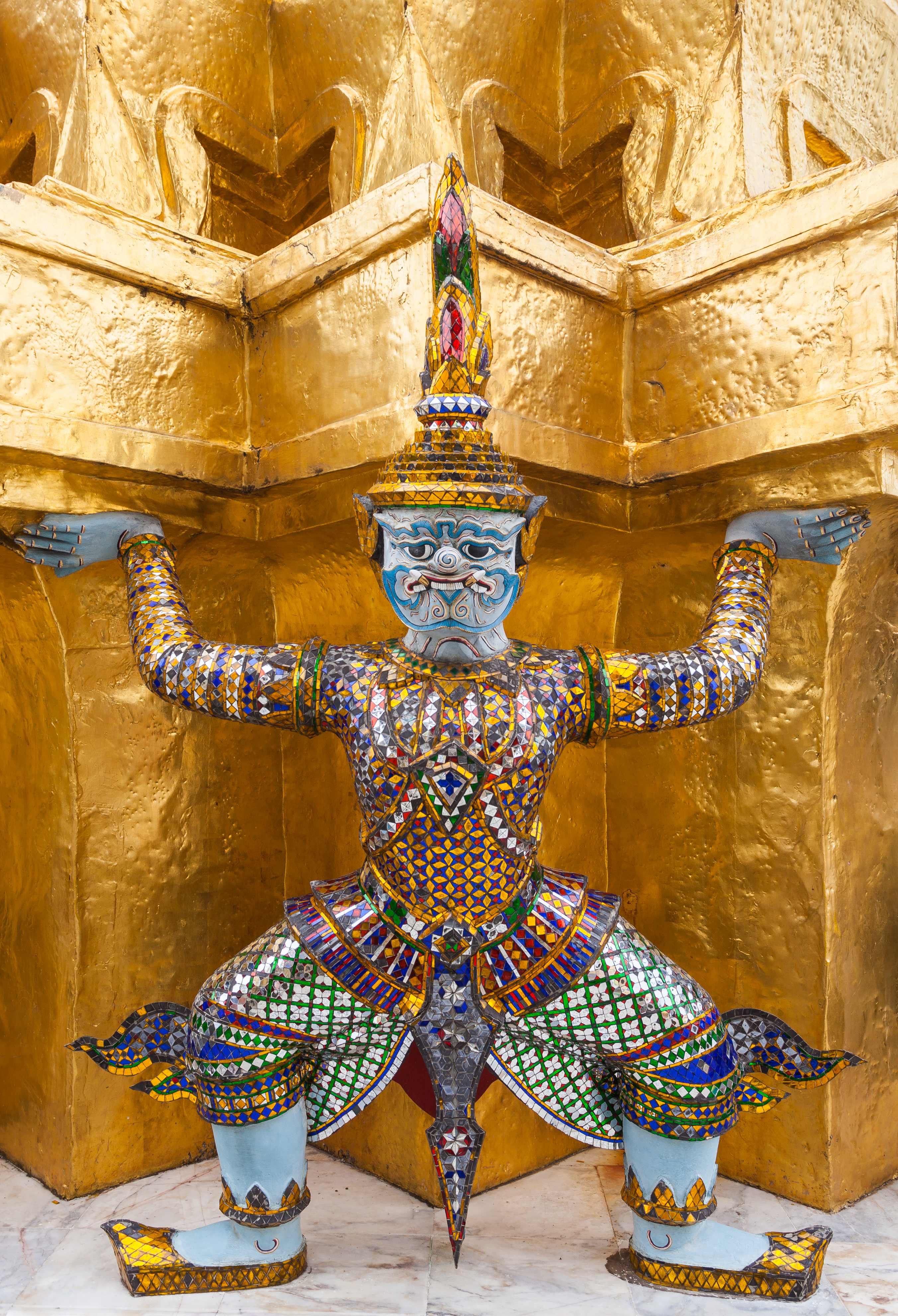
Estatuilla policroma de una iaksi en el Gran Palacio de Bangkok (Tailandia).

Existen varios tipos de iaksis, según su situación:
- vrikṣini cuando está delante de un árbol
- ṣalabhanjika si se columpia en una rama del árbol
- gelabanari cuando se encuentra enroscada con la vegetación, generalmente en los pilares de la arquitectura india
- kanduka-krida, una princesa jugando a la pelota
- padma-gandha, una joven oliendo una flor de loto
- sanjñayi, la personificación del alma
- kanya, el signo Virgo en el rashi (el zodíaco hinduista).
- yavani, guardianas de un zenana (‘harén’), armadas con lanza y casco.

## Las iaksis en el budismo
En el budismo, estas ninfas sirven a Vasudhara, que es el bodhisattva de la riqueza, la prosperidad y la abundancia. Se las suele adorar mediante una puya (ofrenda), generalmente en un árbol, teniendo la cualidad de conceder fertilidad a todo aquel que lo solicite.